# Emma Jauch
Emma Isabel Jauch Jelves (Constitución, 11 de agosto de 1915 — Linares, 24 de octubre de 1998) fue una escritora y pintora chilena. Se tituló en Pedagogía en Artes Plásticas de la Universidad de Chile en 1969, y en Técnicas Gráficas en la Escuela de Artes Aplicadas de Santiago. Tuvo considerable participación por medio de su labor en la localidad de Linares, donde fue fundadora en 1966 del Museo de Arte y Artesanía, e integrante de la Academia Chilena de la Lengua para dicho lugar en 1984. En 1971 ganó el primer premio en el Concurso de Cuentos de la Municipalidad de Chillán, obteniendo similar resultado en el Concurso Internacional de Poesía AZOR que se celebró en España en 1981. En reconocimiento a su trayectoria, fue condecorada con el Premio de Arte de la Municipalidad de Linares y el Premio Pablo Neruda, este último entregado por la Sociedad de Escritores Chilenos del Maule (SECH Maule). Finalmente, le nombraron "Hija Ilustre de Empedrado" y "Ciudadana Ilustre de Constitución", ambas distinciones en 1993 y 1994 respectivamente.

## Obra
Respecto a su obra literaria, el escritor Enrique Villablanca ha declarado que:

Emma Jauch es quien con mayor propiedad representa la tradición poética del Maule. Reducir tan rica expresión lírica en términos geográficos resulta riesgoso y esquemático. Sin embargo, una primera lectura de su poesía induce intuirla como la heredera maulina por excelencia. Lecturas más detenidas confirman esta apreciación, constituyendo, el rasgo maulino, una de las características que articulan su obra. En efecto, vive, acoge y transfigura los valores de la maulinidad con entusiasmo, originalidad y profundo humanismo.
Enrique Villablanca, escritor.

Por su parte, el poeta Bernardo González Koppmann ha expresado lo siguiente al respecto:

Para leer a Emma Jauch hay que descontaminarse de los polvos del mundo y asumir el sentido de pertenencia al lugar originario, pleno de aromas, sonidos y colores con los cuales podemos vislumbrar el rostro humano y trascendente del ser maulino.
Bernardo González Koppmann, poeta y crítico literario.

Cronología de libros publicados
| Año  | Título                              |
| 1968 | «Los Hermanos Versos»               |
| 1973 | «Breve Antología: Poemas del Maule» |
| 1975 | «Noticias de Rapa Nui»              |
| 1977 | «¿Quién soy?»                       |
| 1978 | «Los Pies en la Tierra»             |
| 1981 | «El Abundante Mundo»                |
| 1982 | «Nacido en el Maule: Eusebio Ibar»  |
| 1987 | «Tratado de Avestruz»               |
| 1992 | «De Cernícalos y otras plumas»      |
| 1993 | «Maulina»                           |
| 1994 | «De Remembranzas y Olvidanzas»      |

Concursos y premios
| Año  | Concurso                                                                | Premio          |
|      | Concurso Patronato de Ciegos, Buenos Aires, en categoría Afiches        | 1.er Premio     |
| 1967 | Poesía FITAL Talca                                                      | 2.º Premio      |
| 1970 | Concurso Jalil Gibrán                                                   | Mención Honrosa |
| 1971 | Concurso de Cuentos de la Municipalidad de Chillán                      | 1.er Premio     |
| 1977 | Juegos Literarios de Santiago, por «Los Pies en la Tierra»              | Mención Honrosa |
| 1977 | Concurso Poesía del Vino Paula                                          | Mención Honrosa |
| 1981 | Concurso Internacional de Poesía AZOR, España, por «El Abundante Mundo» | 1.er Premio     |
| 1982 | Juegos Literarios Gabriela Mistral                                      | Mención Honrosa |
| 1989 | Concurso Regional del Cuento (SECH del Maule)                           | 3.er Lugar      |
| 1990 | Premio de Arte de la Municipalidad de Linares                           | —               |
| 1991 | Premio Pablo Neruda (SECH del Maule)                                    | —               |